# 荒井貿易
荒井貿易株式会社（あらいぼうえき、英: ARAI & CO., INC）は、楽器の輸出入及び国内卸販売などを行う商社である。自社ブランドにアリア、アリアプロIIなどがある。

## 沿革
- 1956年（昭和31年） - 現相談役 荒井史郎により創設[1]。資本金100万円[1]。
- 1959年（昭和34年） - 楽器の輸出が軌道にのる[1]。
- 1964年（昭和39年） - 国内向国産楽器の販売に着手[1]。
- 1975年（昭和50年） - 東京支店・大阪支店開設[1]。
- 1976年（昭和51年） - 楽器卸販売を本格的に開始。
- 1978年（昭和53年） - イギリス・ロンドンにAria UK Ltd.設立、現地で楽器卸開始[1]。
- 1993年（平成5年） - 出資金を9,000万円に増資[1]。
- 1995年（平成7年） - 商品センター竣工、業務開始[1]。
- 2006年（平成18年） - アリア株式会社設立。通販業務開始。

## 自社ブランドおよび取扱商品
- アリア
楽器全般、主にアコースティックギター関連商品
- アリアプロII
エレキギター及び関連商品
ギターのPEシリーズやベースのSBシリーズ等は、1970年代後半の発売から90年代前半にかけて、海外のミュージシャンにも広く使用されていた。
- AP
エレキギター、エレキベース（カスタムショップ）
- アリアエレコード
エレアコギター
- アリアシンソニード
消音クラシックギター、アコースティックギター、ベース
- アリアドレッドノート
アコースティックギター
- ペペ
児童用ギター
- レジェンド
エレキギター、エレキベース
- サバレイ
フルート、サクソフォーン、トランペット